# یواس‌اس نوما (اس‌پی-۱۳۱)
یواس‌اس نوما (اس‌پی-۱۳۱) (به انگلیسی: USS Noma (SP-131)) یک کشتی بود که طول آن 262’6” بود. این کشتی در سال ۱۹۰۲ ساخته شد.